# آبشار کپلر کاسکید
آبشار کپلر کاسکید (به انگلیسی: Kepler Cascades) آبشاری است که در پارک ملی یلوستون، وایومینگ، ایالات متحده آمریکا واقع شده و ارتفاع کلی ریزشگاه آن ۵۰ فوت (۱۵ متر) است.